# Арло, Жорж Луи
Жорж Луи Арло (фр. Georges Louis Arlaud; 24 июня 1869, Женева — 29 августа 1944, Ла-Сьота) — швейцарско-французский фотограф.
В 22-летнем возрасте возглавил небольшую мастерскую керамики в Туне. Взявшись самостоятельно изготавливать фотографии для дальнейшего перевода на эмаль, увлёкся этим занятием, закрыл мастерскую и в 1896 г. обосновался в Женеве, где открыл фотосалон вместе с Фердинаном Лакомбом (мастерская Лакомб-Арло, фр. Lacombe-Arlaud), будучи, однако, основным автором большинства работ. С 1900 г. член Швейцарского фотографического общества. Выпустил альбомы видовых снимков долины Саасталь (1902) и Монблана (1904).
В 1907 г. напарник Арло Лакомб удалился от дел, а в 1910 г. Арло открыл второе ателье в Лионе. На протяжении двух лет он поддерживал работу в двух городах, а в 1912 г. закрыл женевскую мастерскую и на протяжении последующих 30 лет работал в Лионе, заслужив прозвище «лионского Надара». В 1916 г. Арло был среди соучредителей Лионской международной ярмарки.
Наиболее значительным трудом поздних лет Арло стал 576-страничный альбом пейзажных фотографий «Облик Франции» (фр. Le Visage de la France), созданный им в 1925—1927 гг. по заказу парижского издательства «Horizons de France», учреждённого также обосновавшимся во Франции швейцарцем Жаком Лагранжем; альбом разошёлся тремя изданиями общим тиражом 45 000 экземпляров. Затем вышел также альбом «Облик Франции: Северная Африка», в котором Арло принадлежали снимки Марокко. Избранные работы из этих двух альбомов переизданы в 2000 году.